# Gliese 93
Gliese 93 is een hoofdreeksster van het type M3.5, gelegen in het sterrenbeeld Slingeruurwerk op 84,25 lichtjaar van de Zon. De ster heeft een baansnelheid rond het galactisch centrum van 65,8 km/s.